# Cratere Nelike
Nelike  è un cratere sulla superficie di Venere.